# CRRC Changchun Railway Vehicles
A CRRC Changchun Railway Vehicles (chinês simplificado: 中车长春轨道客车股份有限公司, lit. ‘Companhia limitada de veículos ferroviários de Changchun’) é uma fabricante chinesa de material rodante e uma subsidiária da CRRC Corporation Limited.
Embora a Changchun Railway Vehicles (CRV) tenha surgido em 2002, as raízes da empresa remontam a sua fundação como Changchun Car Company em 1954. Em 2008, a companhia passou a ser CNR Changchun Railway Vehicles Co., Ltd., uma divisão do grupo CNR Corporation Limited, que em 2015 foi fundida com a CSR Corporation Limited para atualmente formar a CRRC Corporation Limited. A empresa tem uma variada produção de material rodante para clientes na China e no exterior, incluindo locomotivas, carros de passageiros, unidades múltiplas, BRTs e VLTs. Estabeleceu parcerias de transferência de tecnologia com vários fabricantes de vagões estrangeiros, incluindo Bombardier Transportation, Alstom e Siemens
.
No Brasil a empresa forneceu novos TUEs para a SuperVia e para o Metrô do Rio de Janeiro, ainda como CNR Changchun Railway Vehicles. Recentemente, assinou um contrato para fornecer novos trens para o Metrô de Belo Horizonte, que devem começar a operar a partir de 2026.